# Монастырь Бенедиктбойерн
Монастырь Бенедиктбойерн (нем. Kloster Benediktbeuern) — бывший бенедиктинский монастырь, располагавшийся на территории баварской общины Бенедиктбойерн и относившийся к Аугсбургской епархии. Был основан около 739/740 года и посвящён Святым Иакову и Бенедикту; в ходе Тридцатилетней войны монастырская школа была распущена, однако уже в 1689 году она была восстановлена и расширена. Сам монастырь был окончательно распущен в 1803 году.

## История и описание
Монастырь расположен у подножия Баварских Альп и является одним из самых старейших и известных в Германии. Он был основан в 739–740 гг., и первоначальное его название – Бурон. Многие столетия монастырь славился как крупный духовный центр Баварии: уникальная библиотека монастыря насчитывает свыше двухсот ценных рукописей. Вот уже более 1200 лет здесь хранятся мощи преподобного Венедикта († 543 или 547), которого почитают  Православная церковь (память 14/27 марта) и Католическая. 
Мощи (лучевую кость правой руки) преподобного Венедикта (Бенедикта) Нурсийского подарил монастырю покровительствовавший Церкви франкский король Карл Великий (742–814) незадолго до провозглашения его в 800 г. императором. Благодаря этой ценной реликвии монашеская обитель Бурон получила широкую известность, а впоследствии и новое именование – Бенедиктбойерн.
В монастырь паломников также привлекает и бюст-реликварий с мощами вмц. Анастасии Узорешительницы, находящийся в часовне Св. Анастасии, расположенной в северной части монастырского храма. По преданию, ее строительству предшествовало так называемое Кохельзеерское чудо. Оно связано с военными событиями 1704 г. Монастырские записи свидетельствуют, что по молитвам баварских монахов и сельских жителей у мощей великомученицы Анастасии Узорешительницы чудом уцелели монастырь и его постройки, а также несколько баварских деревень, находившиеся в районе озера Кохельзе, где велись боевые действия. 